# Solabborrfiskar
Solabborrfiskar (Centrarchidae) är en familj i underordningen abborrlika fiskar. I familjen som är nära släkt med abborrfiskarna finns 30 arter.

## Utbredning
Det naturliga utbredningsområdet för familjen sträcker sig från södra Kanada till östra USA fram till kustlinjen från Nova Scotia över Florida till södra Texas.
Flera arter blev införda i andra regioner som västkusten av USA och Europa (till exempel Frankrike, Tyskland, Storbritannien, Italien, Österrike, Rumänien, Ungern och Schweiz).

## Levnadssätt
De flesta solabborrfiskar föredrar långsamt flytande vattendrag samt insjöar och dammar med mycket växtlighet. Några arter finns även i bräckt vatten till exempel i flodmynningar.
Mindre arter lever delvis i stim och några större arter är ensamlevande rovfiskar. Solabborrfiskar uppsöker varma och soliga regioner av vattendraget där de oftast vistas i grunda områden.
I Europa dör många fiskar när vintern är kall och isen blir för tjock.

## Kännetecken
De flesta solabborrfiskar har en hög rygg och är avplattade på sidan. Bara arterna av släkten Aplites, Pomoxis och Micropterus har en långsträckt kroppsform. Vuxna djur blir oftast 20 till 30 centimeter långa men det finns även iakttagelser av stora arter som Micropterus salmoides som blev en meter långa.
Unga solabborrfiskar har oftast en påfallande kroppsfärg som suddas ut när de blir äldre. Det finns huvudsakligen inga skillnader mellan könen.

## Fortplantning
I Centraleuropa sker dessa djurs parningslek mellan maj och juli. Hannen bildar ett revir och gräver en sänka för rommen som den vanligtvis bevakar och försvarar mot artfränder. De parningsberedda honorna simmar i grupper genom vattendraget och varje hona väljer en hanne. Även efter parningshandlingen vaktar hannen reviret tills ungarna kläcks. Vissa arter, som skivabborre och bandad solabborre, saknar emellertid yngelvård. Beroende på art och vattentemperatur kläcks ungarna efter en till tio dagar. Ungfiskarna och hannen vistas en tid tillsammans i regioner av vattendraget som är rika på växter och som har bra gömställen. I Europa sker ungarnas utveckling långsamt på grund av de låga temperaturerna.

## Släkten
- Acantharchus
- Ambloplites
- Archoplites
- Centrarchus
- Enneacanthus
- Lepomis
- Micropterus
- Pomoxis